# Михнёво (Воронежская область)
Михнёво — село в Нижнедевицком районе Воронежской области.
Административный центр Михнёвского сельского поселения.

## География

### Улицы
- ул. Берёзовая
- ул. Большая Мыздряновка
- ул. Заречная
- ул. Зелёная
- ул. Лаврова
- ул. Малахов
- ул. Молодёжная
- ул. Плотницкая
- ул. Садовая
- ул. Свободы